# OHV

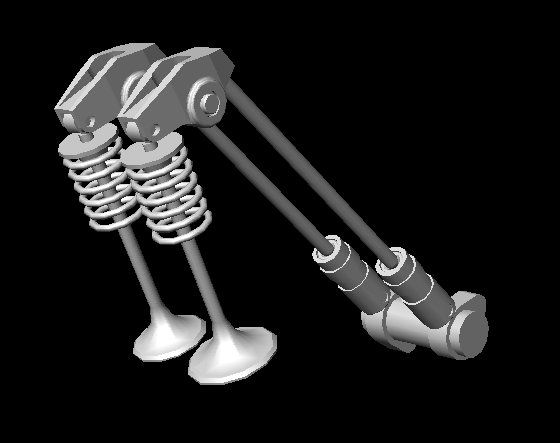
OHVエンジンのプッシュロッド機構

OHVとは、 Over Head Valve（オーバー・ヘッド・バルブ）の略語で、4ストローク機関の吸排気弁機構の形式の一つ。従来のサイドバルブやスライドバルブに対しバルブ機構をシリンダーヘッド上に備えた形式を言う。日本語では頭上弁式と表記される。OHVやOver Head Valveは単に本方式を示す用語であり、吸排気弁をシリンダーヘッドの上部に備える他の機構を含む一般概念ではなく、シリンダーヘッドにカムシャフトを持たないものを指す。
カムシャフトをシリンダヘッドに備えたSOHCやDOHCも吸排気弁をシリンダーヘッドの上部に備えるが、一般的にOHVとは呼ばれない。

## 構造
カムシャフトがシリンダーブロック側に位置し、プッシュロッドとよばれる長い棒を介してロッカーアームを押し上げバルブを開閉させる。したがって「プッシュロッドエンジン」と呼ばれることもある。最初のOHVエンジンはスコットランド系アメリカ人であるデビッド・ダンバー・ビュイックにより1902年に開発された。それ以前の内燃機関の弁機構にはサイドバルブ（以下SV）やスライドバルブが用いられていた。
側弁式のSVに対して頭上弁式のOHVが有利なのは、バルブ開口部をシリンダーボア径内に配置することで、燃焼室を小さくできる点である。
これによりOHVはSVに比べて燃焼室の表面積が小さくなったことで、ヘッドから逃げる熱が少なくなり、さらにノッキングを起こしにくい燃焼室形状にしやすく圧縮比も高くとれるため、一段と熱効率を高められる事で出力や燃費を向上させることが可能となった。一方、高回転でも吸排気バルブの開閉タイミングを正しくとれるSOHC（OHC、シングルカム）や、開閉を独立して変化させることが可能なDOHC（ツインカム）に比べると燃費や出力の面で不利とされ、また、厳しさを増す排出ガス規制への対応も不利とされる。
SV方式からの移行期には吸気弁がOHV、排気弁がSVというIOE(intake/inlet over exhaust)エンジンも存在した。IOEエンジンはウィリス時代のジープやハーレーダビッドソンなどにも見られ、米国などでは「Fヘッド」、日本では「F頭式」と通称される。自動車やオートバイではOHVの登場によって廃れたが、汎用石油発動機ではその後も多く見られた。また逆に吸気弁がSV、排気弁がOHVというEOI(Exhaust over intake)エンジンも存在した。
SVのOHV化は、吸排気ポートと動弁機構を持つヘッドに交換し、サイドバルブが通っていた部分にプッシュロッドを通してシリンダーヘッドのバルブを駆動させる事で可能となるため、初期のOHVエンジンにはSVエンジンをベースにしたものもみられた。この様に構造上は比較的容易にOHV化することも出来ることから、SVをOHV化するキットなども存在する。
長いプッシュロッドではその慣性質量と、熱膨張による寸法変化、および、駆動時の弾性変形が問題となるため、カムシャフトを高い位置に配置してプッシュロッドを短くした、ハイカムシャフト（ハイカム）方式と呼ばれるものもある。この場合、カムシャフトはローラーチェーンなどを介して駆動され、動弁系の往復慣性重量はSOHCと比べさほど大きくならず、また、ヘッド直上にカムシャフトがないためDOHC同様のセンタープラグと理想的弁配置が取れる利点がある。また、エンジン下部のシリンダーブロック内にカムを配置する構造により、騒音面でもOHCより有利な場合が多い。

## OHV方式の採用例
OHVは往復運動する部品が多く、特にプッシュロッドの重量により高回転時のポペットバルブの追従性を悪化させるバルブジャンプや、往復運動機構の共振によるバルブサージングが発生しやすく、エンジンの許容回転数を上げることが難しい。しかし、飛行機や船舶で使われるレシプロエンジンではプロペラを定められた回転数よりも高速に回転させる必要がない上、耐久性と信頼性に優れるため、 OHV は多用されている。これは常用回転域が低いディーゼルエンジンにも当てはまる。ただし自動車用ディーゼルエンジンの内、小型のものはガソリンエンジンとの設計の共通化が進み、部品点数の削減や軽量化の面、さらに燃費の面などでもOHCが有利とされ、OHVは淘汰された。トラック・バス用の中排気量、および大排気量のエンジンの一部には、OHV機構のままでありながら、厳しさを増す自動車排出ガス規制に対応するため、4バルブ化されたものもある。

### 四輪車

#### 日本
日本車では、1960年代から1980年代に製造された乗用車のエンジンにOHVが多く採用された。同一車種に複数のグレードを設定する場合、上位グレードにはSOHCもしくはDOHCを、下位グレードにOHVを採用することで差別化が計られていた。なお、ホンダおよびスズキは、四輪車にOHVを一切採用していない。
しかし1990年代以降、LPG自動車を含む一部のトヨタ製の商用車を除いてOHVはほとんど採用されなくなり、ポペットバルブを持たないロータリーエンジンを除き、すべてSOHCもしくはDOHCに置き換えられた。
唯一の例外が水平対向エンジンで、エンジン両脇にシリンダーヘッドを持つ構造から、長らくOHC化はかえって非効率で、寸法や重量の増大、整備性（イニシャルコスト）の悪化を招くものとされていた。スバル・レオーネは当時の富士重工業（現・SUBARU）のフラグシップ車という位置づけでありながら長らくOHVを採用し続け、1984年には1,800 ccエンジンのみSOHC化されたものの、バルブ駆動形式だけ見るならば他社に一段以上遅れた状況を展開していた。
オーバーホールやリビルドがしやすく、特に二輪車やディーゼルエンジンを含む汎用OHVエンジン全般では、タイミングチェーンがなく整備しやすい点が長所となる。日本の乗用車で最後までOHVを採用した車種は、一般向け市販車ではガソリン車がトヨタ・タウンエースワゴン/ライトエースワゴン、ディーゼル車がダイハツ・ラガー、それ以外では2008年7月以前のモデルまで存在していた3Y-PE型LPGエンジンを搭載したトヨタ・クラウンセダン/クラウンコンフォート/コンフォートである。
なお、大型トラックやバスに搭載されるディーゼルエンジンは高速回転に向かないことから、相対的に堅牢かつ軽量な設計が可能なOHVが選択されることが一般的であったが、1990年代頃から非OHV化が進み、2021年時点での日本の自動車用OHVディーゼルエンジンは日野自動車のN04C型エンジンと三菱ふそうトラック・バスの4V20型エンジン、カミンズとの共同開発のいすゞ自動車のDB6Aエンジンのみとなっている。

#### アメリカ
アメリカ車におけるOHVエンジンはコストダウンの波に押されて徐々に減りつつあるが、ピックアップトラック優遇税制とエンジンチューニングの容易さ、特にシリンダーブロックの頑丈さゆえのターボチャージャーやナイトラス・オキサイド・システムのようなパワーアップが容易であり、そういった車種をベースに制作されるホットロッドがカスタマイズの文化として定着していることから、依然としてOHVエンジン搭載車が多く存在する。
シボレー・コルベットには、1980年代末期のC4型に「ZR-1」と呼ばれるDOHC搭載モデルが存在したが、それ以降はDOHCを廃し、現在に至るまですべてOHVとなっている。OHVのシリンダーヘッド部はバルブとロッカーアームだけで構成されているため、同排気量という条件下であればSOHCおよびDOHCよりもエンジンそのものを小型軽量かつ低重心にできる。また、V型エンジンや水平対向エンジンでは、カムシャフトがDOHCでは4本、SOHCでも2本必要となるが、OHVであれば1本で済むためエンジン内部の摩擦抵抗を下げやすく、重量もコストも減らせる。コルベットはエンジンフードが低いシルエットも売りの一つであり、全高を低くできるOHVエンジンはそのシルエットの構成に一役買っている。また「コルベットにはDOHCのように高回転で馬力を稼ぐエンジンより、OHVのように低回転で大トルクによって馬力を稼ぐエンジンが似合う」といった思想も影響しているものとされる。
クライスラーは半球形の燃焼室に由来するヘミエンジンを21世紀に復活させた。これには、数ある自動車メーカーのなかで、自社のアイデンティティを前面に打ち出し、他社との差別化を図る狙いがある。
現代のDOHCエンジンにおいては、位相変化タイプの可変バルブタイミング機構は一般的となっているが、OHVでは1本のカムシャフトで吸排気バルブを駆動する関係上、吸気の位相を変化させた場合排気の位相も共に変化するため、オーバーラップ量変化による効果は得られない。このためOHVでの採用は遅れたが、オーバーラップ量が変化せずとも、負荷や回転数にあわせバルブタイミングを最適化することで一定の効果が得られるため、GMスモールブロックやHEMIなどの大排気量OHVエンジンにも可変バルブタイミング機構が採用されるようになっている。またマッスルカーなど古いOHV車に後付けするホットロッド向けのアフターパーツも存在する。欧州でもベントレーのOHVエンジンに可変バルブタイミング機構を採用している例がある。さらに近年ではダッジ・バイパー(2009年モデル以降)が二重構造の中空カムシャフトを用いることで、排気のみ位相変化をさせる機構を採用している。バイパーでは排気のみの位相変化としているが、機構上は吸気のみ位相変化、さらには吸排気それぞれの位相変化も可能であり、可変バルブタイミング機構に関してのDOHCとの差はある程度減じているといえる。
アメリカやイギリス、オーストラリアなどではOHVエンジンのプライベートチューンも盛んで、日本では1990年代の省燃費型エンジンからようやく採用が始まったローラーロッカーアームが、比較的早い時期からチューニングパーツとして販売されていた。OHVエンジンのカムとリフター（タペット）の間には高荷重がかかり、滑り摩擦となるフラットタペットなどでは極圧条件となるためエンジンオイルにはある程度の耐摩耗性が求められる。近年の新しい規格のエンジンオイルでは耐摩耗性が不足するケースもあるとされ、特にバルブスプリングレートを強化している場合はさらに高い荷重がかかるため注意が必要となる。海外ではフラットタペットOHVエンジン向けに耐摩耗性を強化したエンジンオイルが設定されていることもある。またローラーロッカーアームなどと同様に摩擦と摩耗を低減するためにローラーリフター仕様とするチューニングも一般的に行われている。

#### モータースポーツ
モータースポーツでは、カーボンコンポジットのプッシュロッドも用いられた。B110/310系日産・サニーは、レース仕様としてA12型エンジンをベースにプッシュロッドをカーボン素材とし、10,000 rpmという高回転を実現していた。これは当時、市販用エンジンベースではSOHCであっても達成不可能な数値だった。
また、アメリカンモータースポーツの代表格といえるNASCARにおいては、原則として参加する車のエンジンがOHVに限定されているため、トヨタ・タンドラのように市販車ではDOHCエンジンを搭載している車がOHVにエンジンを換装して参加している例もある。
インディ500においては、1994年にペンスキーが3,400ccOHVターボのメルセデスエンジンで優勝を飾っている。当時フォード・コスワース・DFSエンジンなどにおされ、旧式化していたビュイックエンジンの救済のために存在したOHV優遇規定に則る形でイルモアの手により作られたこのエンジンは、最高回転数10,000rpm以上で1,000馬力を超える出力を発揮するOHVエンジンとなった。
最高出力はNASCARで用いられている自然吸気のエンジンで800馬力、NHRAのトップフューエルクラスで用いられている過給エンジンでは8,500〜10,000馬力と、非常に高い出力を発生させている。

### 二輪車

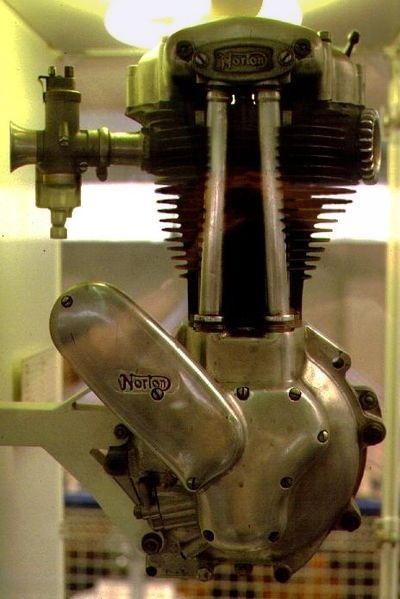
オートバイ用のOHVエンジン

オートバイにおいてはハーレーダビッドソンが1936年のナックルヘッドエンジン以来、伝統的にOHV形式の空冷V型2気筒エンジンを搭載し続けていることが広く知られている。ハーレーのエンジンは典型的な低回転高トルク型の設計で、当時の競合他社の車両もおおむねハーレーと同様の状況であった。
ホンダはスーパーカブが1958年（昭和33年）の発売開始時ではOHVであったが、1964年（昭和39年）から排気量ごとで順次SOHC化が実施され主力となる50ccモデルは1966年に変更された。また、1977年にOHVながら4バルブを採用したV型2気筒エンジンを搭載したホンダ・GL400/500を市販した。これはキャブレターを内側に追い込んでライダーの膝元に余裕を持たせ、かつ吸排気を直線化するために、シリンダー方向をねじる目的であえてOHVを採用し（ツイステッドOHVと称している）、このエンジンは最高出力を9,000rpmで発生し、約10,000rpmまで回った。
高回転指向でないクルーザー型オートバイでは、近年ではハーレーダビッドソン社の他にヤマハ発動機やカワサキもV型2気筒エンジンを限界まで大型化するにあたって、エンジン高を抑えるためにOHVを採用している。また、ホンダからは整備事情が悪い東南アジア・南米諸国向けにOHV125ccエンジンを搭載したCG125やXR125Lが現在でも販売されている。なおスズキも2003年から2007年にかけて製造販売したチョイノリに専用設計のOHV50ccエンジンを採用していた。

### 航空機用エンジン

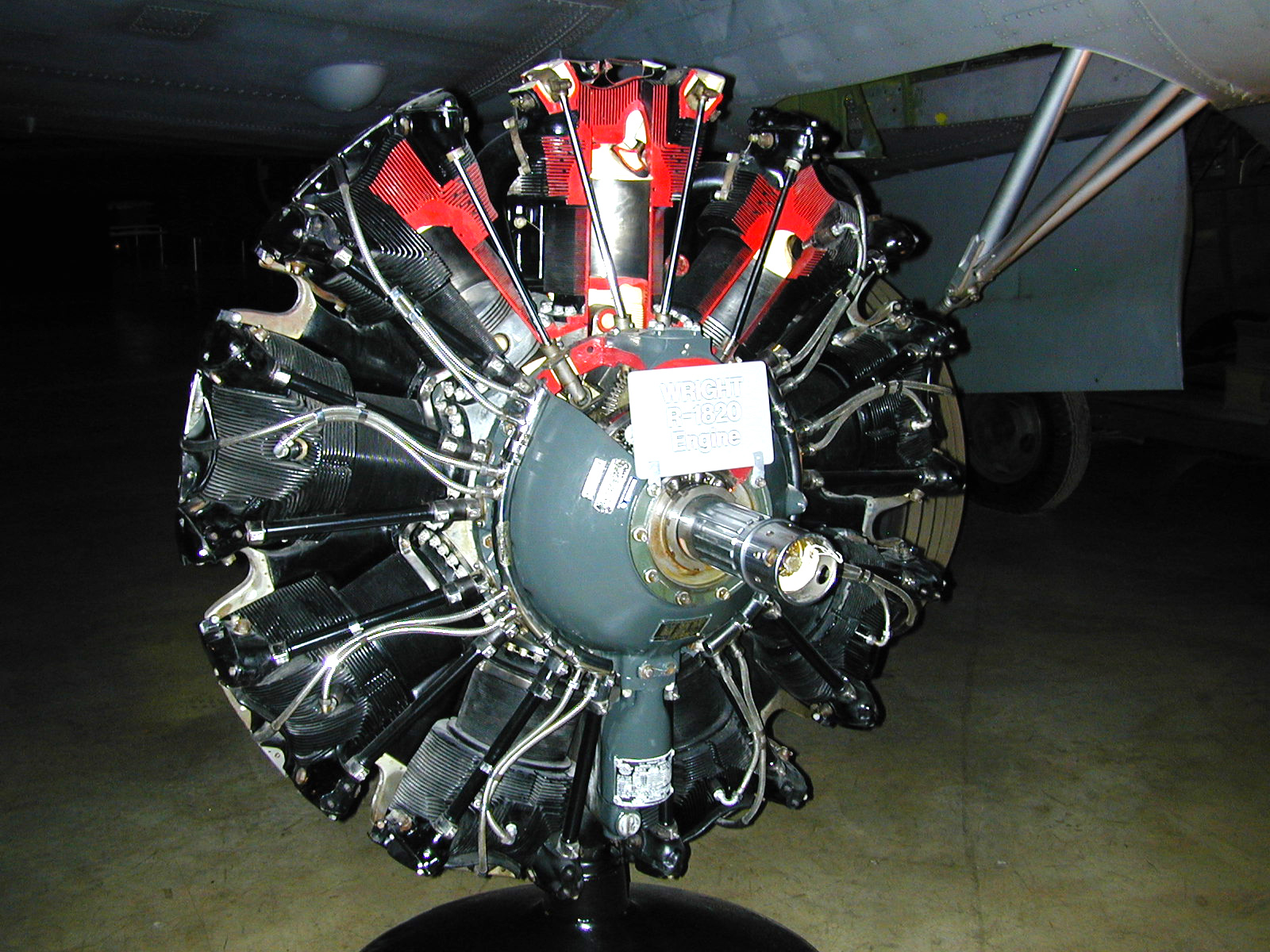
ライト R-1820 サイクロン 9

航空機用レシプロエンジンに求められる性能は、中低回転数域での高いトルクである。これはプロペラにおいては、先端が音速に達すると衝撃波による効率低下が発生するため、エンジンの回転をプロペラに伝える際に変速機を用いて回転数を一定以下に抑える必要があるからである。当然ながらエンジン回転数が高いと変速機もより大掛かりなものとなり、効率が悪い。したがって、前述された高速回転域におけるOHV特有の問題は発生し得ない。また、空冷エンジンではシリンダが直列に配置されることはまれで、特に星型エンジンの場合は、OHCによるバルブ駆動は気筒の数と同数のカムシャフトとその駆動系とを配することになるため、設計として現実的でない。

### 汎用エンジン

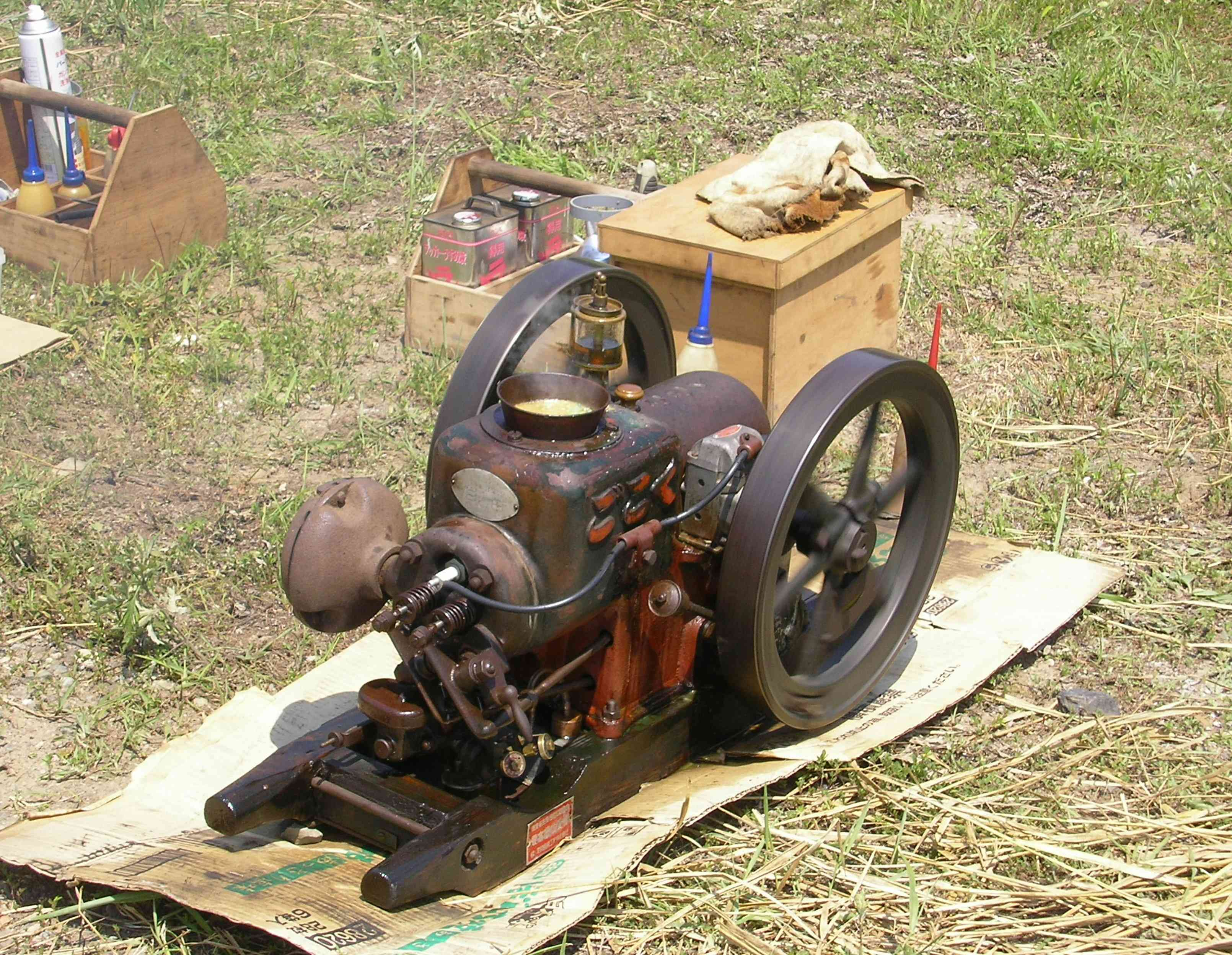
弁機構にOHVを用いた石油発動機の例

OHVは、同じ排気量のSOHCエンジンと比べて構造が単純なため整備しやすく（とはいえSVほどではないが）、軽量・コンパクトという利点があり、4ストロークエンジンによる自家発電機、ポンプ、農耕用等の汎用エンジンといった自動車以外の用途では主役の座を維持している。しかし、一方で汎用エンジン大手の本田技研工業は2003年に従来の同社のOHVエンジンより軽量コンパクトな SOHCエンジン、GX35（排気量：35.8cc、主に1インチエンジンポンプ、動力散布機、刈払い機用）を発表し、続いて2005年にもSOHCのiGX440（排気量：438cc）を発表するなど動弁機構をOHV からSOHCに置き換えている。